# Lillträsket (Degerfors socken, Västerbotten, 713147-170230)
Lillträsket är en sjö i Vindelns kommun i Västerbotten och ingår i Umeälvens huvudavrinningsområde. Sjön har en area på 0,11 kvadratkilometer och ligger 220 meter över havet. Sjön avvattnas av vattendraget Bubergsån.

## Delavrinningsområde
Lillträsket ingår i det delavrinningsområde (713352-170206) som SMHI kallar för Inloppet i Ånässjön. Medelhöjden är 256 meter över havet och ytan är 6,13 kvadratkilometer. Räknas de 2 avrinningsområdena uppströms in blir den ackumulerade arean 34,02 kvadratkilometer. Bubergsån som avvattnar avrinningsområdet har biflödesordning 4, vilket innebär att vattnet flödar genom totalt 4 vattendrag innan det når havet efter 81 kilometer. Avrinningsområdet består mestadels av skog (85 procent). Avrinningsområdet har 0,11 kvadratkilometer vattenytor vilket ger det en sjöprocent på 1,8 procent.